# Vjačeslavs Dombrovskis

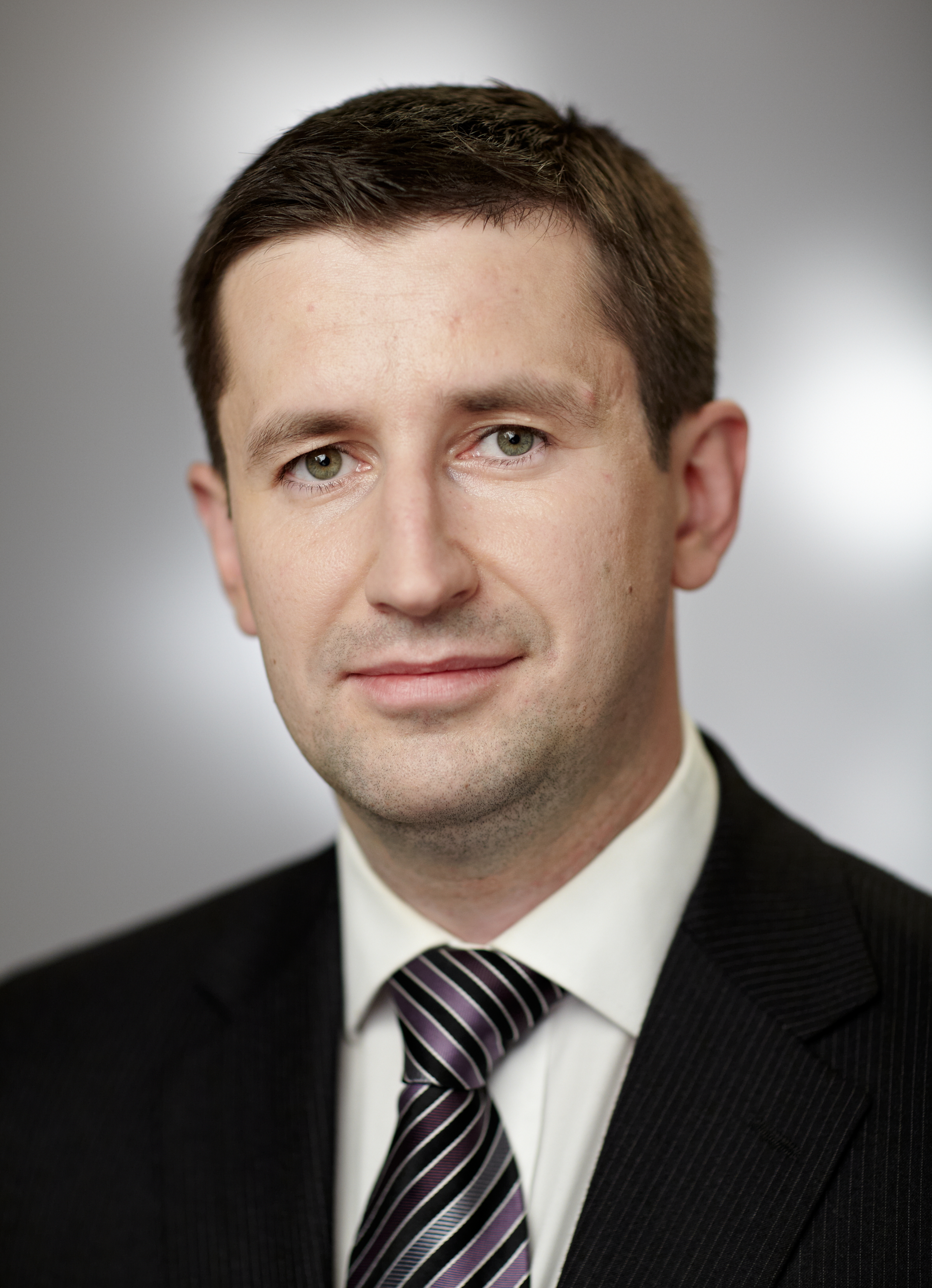
Dombrovskis (2011)

Vjačeslavs Dombrovskis (* 27. Dezember 1977 in Riga) ist ein lettischer Wirtschaftswissenschaftler und Politiker russischer Herkunft. Von 2013 bis 2014 war er mit den Ministerposten für Erziehung und Wissenschaften sowie Wirtschaft betraut.

## Leben
Vjačeslavs Dombrovskis wurde 1977 in der damaligen Lettischen SSR geboren. Da seine Vorfahren aus Russland stammen, erhielt er erst 1997 die lettische Einbürgerung. Er besitzt einen Bachelor-Abschluss der Universität Lettlands in Wirtschafts- und Finanzwissenschaften und promovierte an der Clark University in Wirtschaftswissenschaften.

### Politische Karriere
Vjačeslavs Dombrovskis ging 2011 in die Politik, als er der neugegründeten Zatlers Reform Partei beitrat und direkt ins Lettische Parlament (Saeima) gewählt wurde. Die ersten beiden Jahre fungierte er dort als Fraktionsvorsitzender. Nach dem Rücktritt des vorherigen Amtsinhabers Roberts Ķīlis wurde er im Mai 2013 zum Minister für Erziehung und Wissenschaften ernannt (Kabinett Dombrovskis III). Im folgenden Kabinett Straujuma I übernahm er das Amt des Wirtschaftsministers. Während seiner Tätigkeit als Minister ruhte sein Abgeordnetenmandat.
Zur Parlamentswahl 2014 trat er, wie zahlreiche prominente Mitglieder der Reform-Partei, auf der Liste der Vienotība an. Als er im neuen Kabinett keine Berücksichtigung fand, schied er 2015 aus dem Parlament aus und widmete sich in den nächsten Jahren dem Aufbau des CERTUS Think Tank.
Bei der Parlamentswahl 2018 trat er auf der Liste der Sociāldemokrātiskā partija „Saskaņa“ an, der er zuvor beigetreten war. Als Kandidat der Partei für das Amt des Ministerpräsidenten konnte er erneut in die Saeima einziehen. Nach der Niederlage bei der vorgezogenen Kommunalwahl in Riga kam es bei der Saskaņa zu Zerwürfnissen. Im September 2020 wurde Dombrovskis aus der Partei und Fraktion ausgeschlossen.